# Eulenschwang

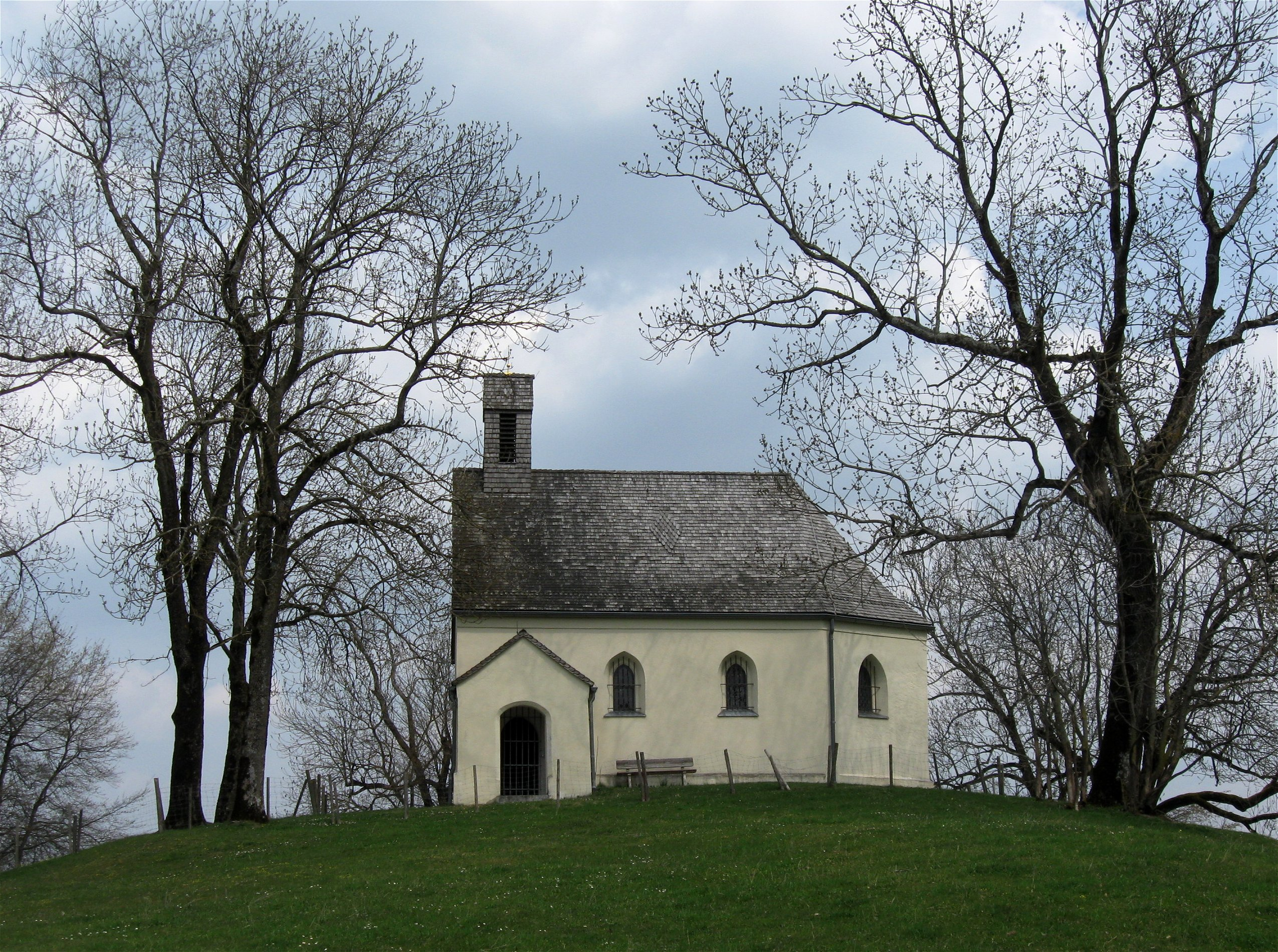
Kapelle St. Georg in Eulenschwang

Eulenschwang ist ein Gemeindeteil von Egling im oberbayerischen Landkreis Bad Tölz-Wolfratshausen. In dem Weiler leben etwa 60 Einwohner. Er liegt 21 Kilometer südlich von München. Die Siedlung besteht aus elf Wohngebäuden und einer Kapelle (2024).

## Geschichte
Erste geschichtliche Bedeutung fand Eulenschwang wohl schon zur Zeit der Kelten, wobei hierüber jedoch nur sehr wenige Informationen vorliegen. Überlieferte Informationen besagen, dass die erste urkundliche Erwähnung von Eulenschwang anlässlich eines Gütertausches des Bischofs Lantpert, der von 937 bis 957 in Freising regierte, und seinem Vogt Sigimot mit einem Adeligen namens Diotker stattfand. Zu dieser Zeit nannte man diese Ortschaft „Egulesuvanc“, was so viel bedeutet wie „Wiesenflur des Egilo“. Daraus kann man schließen, dass Eulenschwang älter ist als die umliegenden Ortschaften, wie z. B. Endlhausen.
Im 11. Jahrhundert erlangte Eulenschwang vor allem Bekanntheit durch ein bedeutsames Adelsgeschlecht, das auf dem  Maierhof des Klosters Tegernsee ansässig war. Bernhard von Eulenschwang, der einen großen grundherrschaftlichen Einflussbereich besaß, war sowohl Vasall des Grafen Otto II. von Dießen-Andechs als auch mit dessen Tochter Elisabeth verheiratet. In Rechtsnachfolge der Andechser wurde Eulenschwang später herzogliches Lehen, bis es im Jahre 1492 endgültig in den Besitz des Klosters Tegernsee überging.
Im Jahre 1829 wurde Eulenschwang in die Gemeinde Endlhausen eingegliedert, zu der auch die umliegenden Weiler Attenham, Sonnenham, Geilertshausen, Kolbing und Neukolbing gehörten. Im Zuge der Gebietsreform in Bayern wurde die Gemeinde Endlhausen am 1. Mai 1978 in die Gemeinde Egling eingegliedert.
siehe auch Burgstall Eulenschwang

## Kapelle St. Georg
In Eulenschwang befindet sich die katholische Kapelle St. Georg. Sie gehört zu den Baudenkmälern in Egling und auch ihre Ausstattung steht unter Denkmalschutz. Durch die Übernahme Eulenschwangs durch das Kloster Tegernsee besaß die Benediktinerabtei auch die Grundherrschaft über die Eulenschwanger Höfe. Möglicherweise wurde die Kapelle um das Jahr 1500 vom Abt Quirin gestiftet. Ein Teil dieser Kapelle ist ein frühbarocker Hochaltar, der höchstwahrscheinlich in einer Wolfratshauser Altarwerkstatt entstand. Unter anderem besitzt diese Kapelle eine St. Anna-selbdritt-Figur, die aus der Zeit der Spätgotik erhalten ist. Ein weiteres Merkmal ist eine Gottvater-Büste, die dem Bildhauer Georg Wunderl zugeschrieben wird. Um 1650 wurden bauliche Änderungen durchgeführt. Kurz nach der Säkularisation in Bayern stand die Kapelle in Gefahr, abgerissen zu werden. Im Mai 1899 wurde sie durch einen Brand beschädigt. Die westliche Giebelwand und der Dachreiter mussten daraufhin erneuert werden.
Für die grundlegende Renovierung der Kapelle St. Georg in den Jahren 1989 bis 1992 ließen die Eulenschwanger eine neue Glocke gießen. Des Weiteren wird zu Ehren des Hl. Georg nach altem Brauch auch ein Georgiritt abgehalten.